# Anémomètre
Un anémomètre est un appareil permettant de mesurer la vitesse ou la pression du vent. Le terme est utilisé depuis le XVIIIe siècle, composé du préfixe « anémo » (en grec « ἀνεμος », « anemos », en français « vent ») et du suffixe « mètre » (« mesure »).
Il en existe plusieurs variantes qui peuvent être regroupées en deux types principaux : à mesure du déplacement de l'air, ou à variation de pression causé par ce mouvement. Les anémomètres sont le plus souvent disposés sur un pylône baptisé mât anémométrique, dont la hauteur dépend à la fois de la nature du site d'observation (par exemple sur une bouée météorologique par rapport à une station météorologique terrestre) et de l'objectif des mesures (par exemple des recherches sur les échanges sol-atmosphère ou pour l'aviation).
L’anémomètre est également l'appareil qui permet de mesurer la vitesse du vent relatif dans un avion (de différents types, dont badin et tube de Pitot).

## Histoire

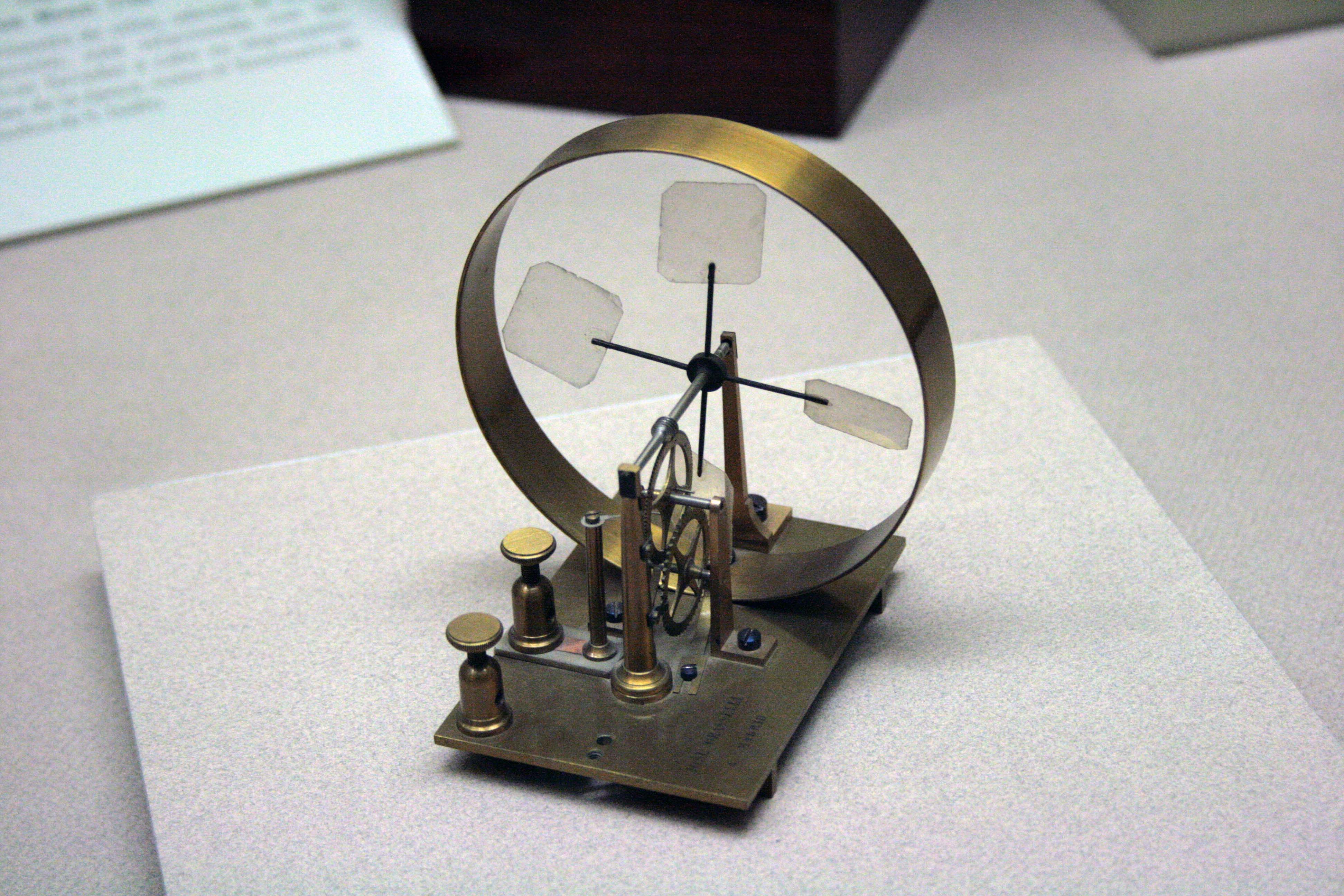
Modèle ancien d'anémomètre à moulinet, construit par un fabricant espagnol (José Graselli), daté de 1870.

Le premier anémomètre a été inventé par Leon Battista Alberti au XVe siècle. Il utilisa un anémomètre à plaque où la force du vent était estimée à l’aide de l'angle par rapport à la verticale qu’une plaque mobile, tournant autour d’un axe horizontal, adoptait à l'équilibre entre la force du vent et celle de la gravité.
Au cours des siècles suivants, nombre d'inventeurs, tel Robert Hooke en 1664, ont développé des variantes de ce premier anémomètre. En 1846, Thomas Romney Robinson, astronome et physicien britannique, a amélioré le concept en utilisant quatre petits bols attachés à un axe vertical que le vent met en rotation, soit le premier anémomètre à coupelles. En 1926, John Patterson réduit le nombre de coupelles à trois. Cet appareil sera amélioré par Brevoort et Joiner en 1935 et il est toujours l'anémomètre le plus commun aujourd'hui.
D'autres inventeurs ont utilisé plus récemment des paramètres différents pour mesurer la vitesse du vent. Par exemple, la variation de la pression dans un tube lorsqu'il y a du vent (anémomètre à tube) ou la variation de la fréquence par effet Doppler entre un faisceau émis dans la direction du vent et son retour (anémomètre-laser). En 1994, le docteur Andrews Pflitsch a même développé un anémomètre qui mesure le temps pris par un son émis à être reçu par un récepteur, la vitesse du son dépendant de la pression dans l'air en mouvement.

## Utilisation

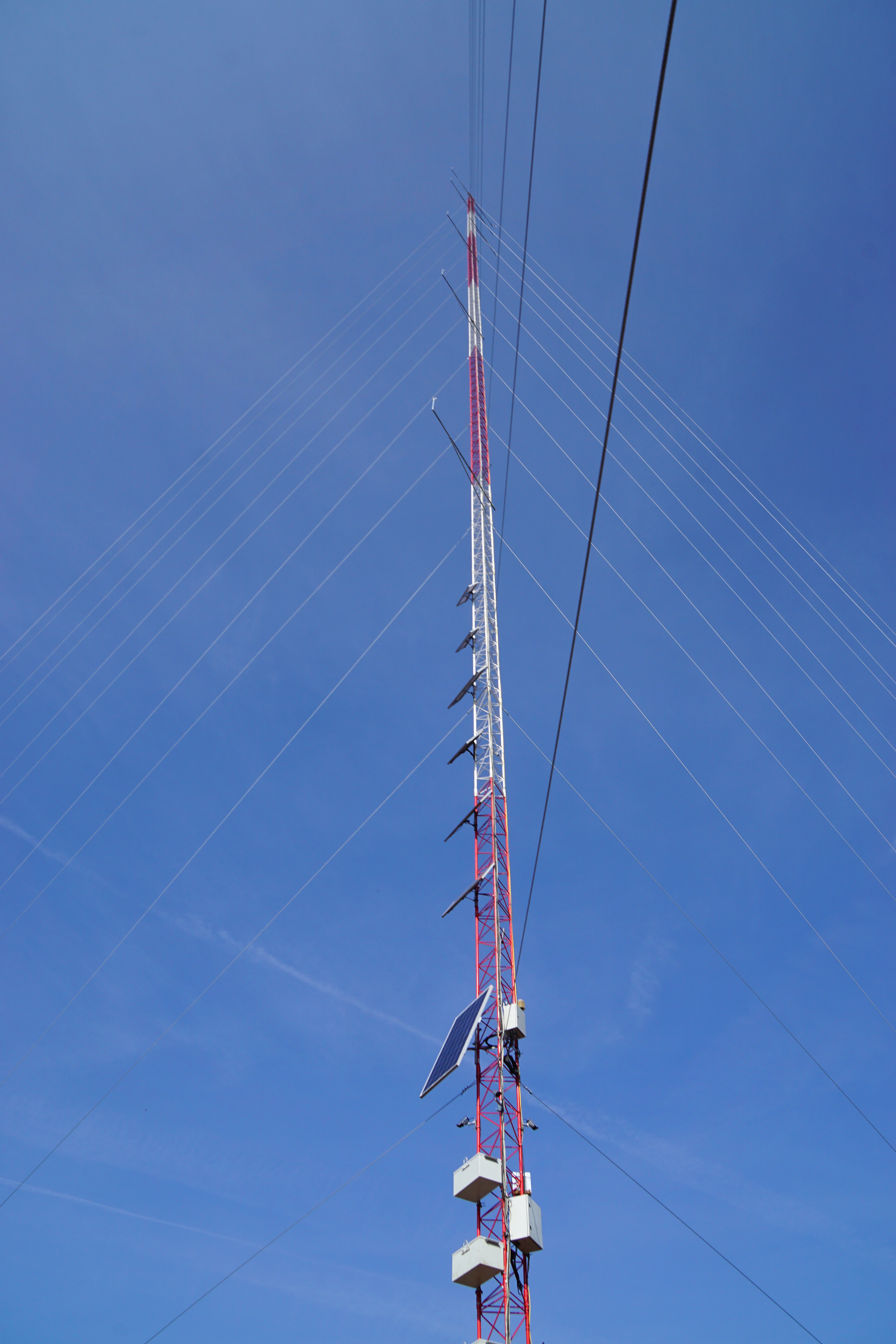
Un mât de mesure permet de connaitre le potentiel éolien à l'aide de plusieurs anémomètres.

L'anémomètre est un instrument essentiel en météorologie car le vent est un des paramètres qui déterminent l'évolution du temps et de la prévision météorologique. Il sert également dans de nombreux domaines connexes comme le transport aérien, la navigation, la prise de données pour estimer les effets du vent sur les bâtiments ou le transport des retombées radioactives, des poussières industrielles, etc.
Lors des mesures effectuées dans les stations météorologiques, l'anémomètre sera placé sur un mât de 10 mètres selon les critères de l’Organisation météorologique mondiale. Le principe peut cependant se plier à des usages particuliers, en effet il existe des anémomètres à main qui se tiennent à bout de bras, sans support, pour obtenir la valeur de la vitesse du vent. L'anémomètre peut être associé à une girouette, ce qui fournit à la fois la vitesse et la direction du vent (par exemple anémomètre à hélice), dont l'axe horizontal fait office de girouette).
L'anémomètre bidirectionnel est utilisé dans les campagnes sur la turbulence pour mesurer non seulement le vent horizontal mais aussi la vitesse verticale de l'air. L'anémomètre enregistreur, appelé encore anémographe, enregistre la vitesse du vent de façon continue en traçant des anémogrammes, incluant les rafales. Enfin, l’anémomètre totalisateur est un anémomètre à coupelles ou à hélice dont le nombre de tours est mémorisé par un compteur et indique ainsi la distance parcourue par le courant aérien qui traverse le site où se trouve l'instrument.

## Types d'anémomètres
Les anémomètres peuvent être divisés en deux classes :
1. Ceux qui mesurent la vitesse ;
2. Ceux qui mesurent la pression du vent.

Comme il y a une relation étroite entre la vitesse et la pression, un appareil prévu pour une mesure parmi les deux premiers fournira aussi des informations sur l'autre quantité.

### Anémomètres à vitesse

#### Anémomètre à coupelles (dit de Robinson)

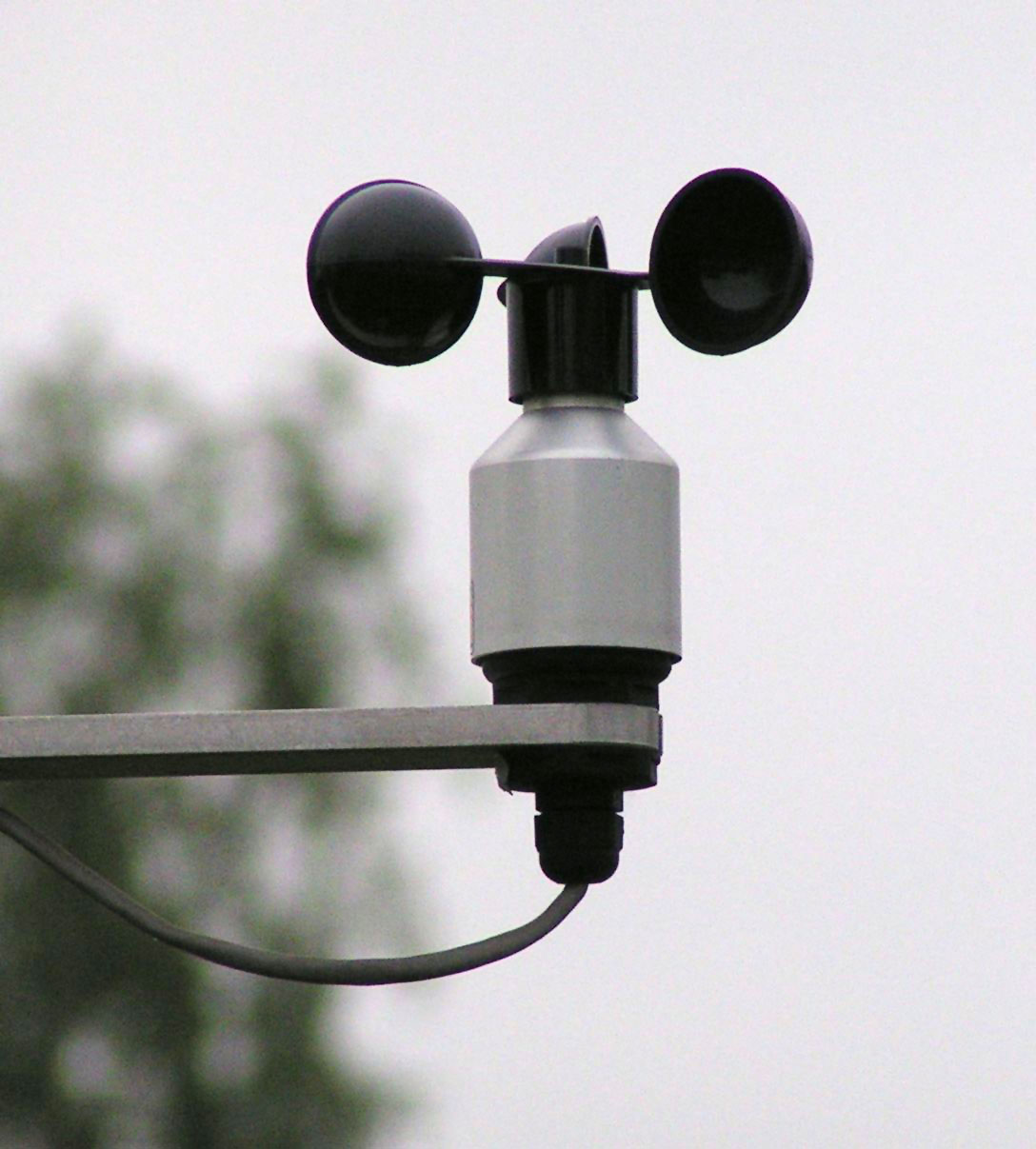
Anémomètre à coupelles.

L'anémomètre à coupelles a été inventé par Thomas Romney Robinson en 1846. Il se compose de trois demi-coquilles de la taille d'une balle de tennis (environ 6,5 cm de diamètre) disposées sur des bras horizontaux disposés à 120 degrés et montées sur un axe vertical équipé d'un dispositif de comptage de tours ; la vitesse de rotation de l'anémomètre est proportionnelle à la vitesse du vent.
Lorsque le vent souffle, il rencontre alternativement une coupelle creuse puis bombée. Selon les lois de l'aérodynamique, un creux oppose plus de résistance qu'une forme bombée au passage de l'air. Cette différence provoque la rotation de l'anémomètre. La vitesse du vent est alors très approximativement égale à la vitesse de déplacement du centre des coupelles, elle-même proportionnelle au nombre de tours par seconde de l'anémomètre :
{\displaystyle V=2\pi \cdot {\mathcal {F}}(N)\cdot R\cdot N}
avec :
{\displaystyle \cdot V} : vitesse du vent [m/s]
{\displaystyle \cdot R} : rayon moyen des bras (de l'axe de rotation jusqu'au centre des coupelles) [m]
{\displaystyle \cdot N} : nombre de tours par seconde [1/s]
{\displaystyle \cdot {\mathcal {F}}(N)} : fonction d'étalonnage
La fonction d'étalonnage traduit les propriétés aérodynamiques de l'anémomètre et les frottements qui altèrent le mouvement de rotation de l'anémomètre. Elle dépend des dimensions et matériaux de l'anémomètre et de sa vitesse de rotation. Seuls des essais en soufflerie à différents régimes de vent permettent de la déterminer précisément.
Pour l'anémomètre standard (diamètre des coupelles de 6 centimètres), une vitesse de rotation d'un tour par seconde correspond à un vent soufflant à une vitesse de 1 m/s, soit 3,6 km/h. Ce type d'anémomètre est capable de mesurer des vitesses de vent comprises entre 0 et près de 200 km/h. Des vitesses supérieures entraîneraient des contraintes que les coupelles ne pourraient pas supporter. Mais des vents d'une telle violence ne se rencontrent que dans les tornades ou les cyclones tropicaux.
Les deux grands mérites de cet anémomètre sont sa simplicité et pratiquement l'absence d'une limitation dans la gamme de vitesses mesurables ; mais s'il est utilisé sans équipement d'enregistrement de données électroniques, une rafale courte mais violente n'est pas enregistrée. Malheureusement, quand Robinson a présenté son anémomètre, il a déclaré que la taille des coupelles et la longueur des bras n'avaient pas d'influence sur le résultat de la mesure. Cette affirmation était apparemment confirmée par quelques expériences indépendantes. Il s'est avéré plus tard que le rapport entre la vitesse du vent et la dimension des coupelles (le facteur) n'est pas constant et dépend en grande partie de la dimension de coupelles et de la longueur des bras. Il en découle que les valeurs citées dans les publications officielles du XIXe siècle comportent des erreurs allant jusqu'à 60 %.

#### Anémomètre à hélice

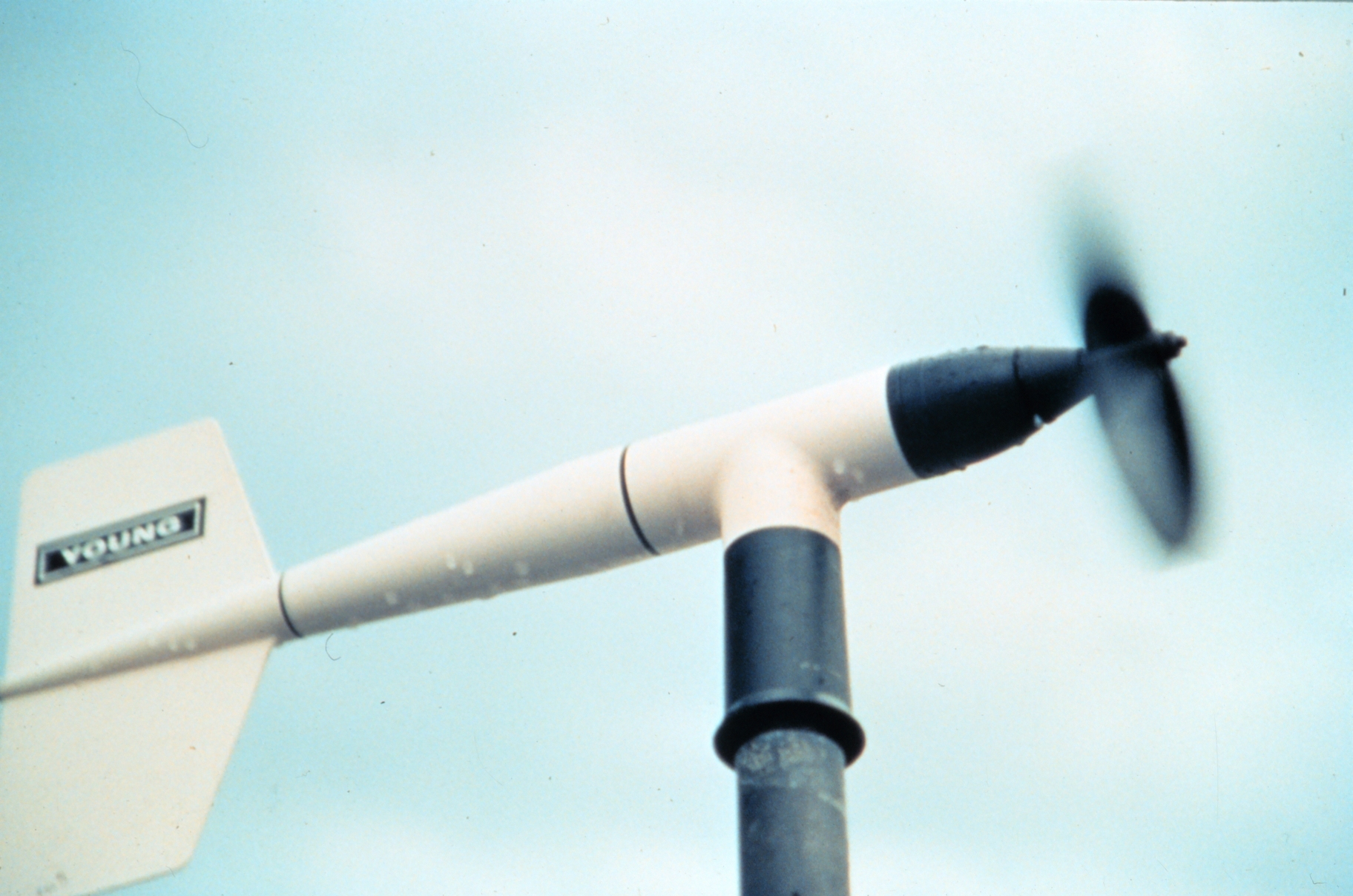
Anémomètre à hélice.

Ressemblant à de petits avions, ils sont couplés à une girouette et s'orientent dans la direction du vent. L'hélice, qui mesure la vitesse du vent, tourne autour d'un axe horizontal.
Parmi les types d'anémomètres moins courants, on trouve des anémomètres constitués de deux hélices tournant autour de deux axes fixes, horizontaux et perpendiculaires. On calcule la force et la direction du vent en corrélant les vitesses de rotation des deux hélices. C'est également le cas sur les éoliennes.

#### Anémomètre à moulinet (ou de Byram)

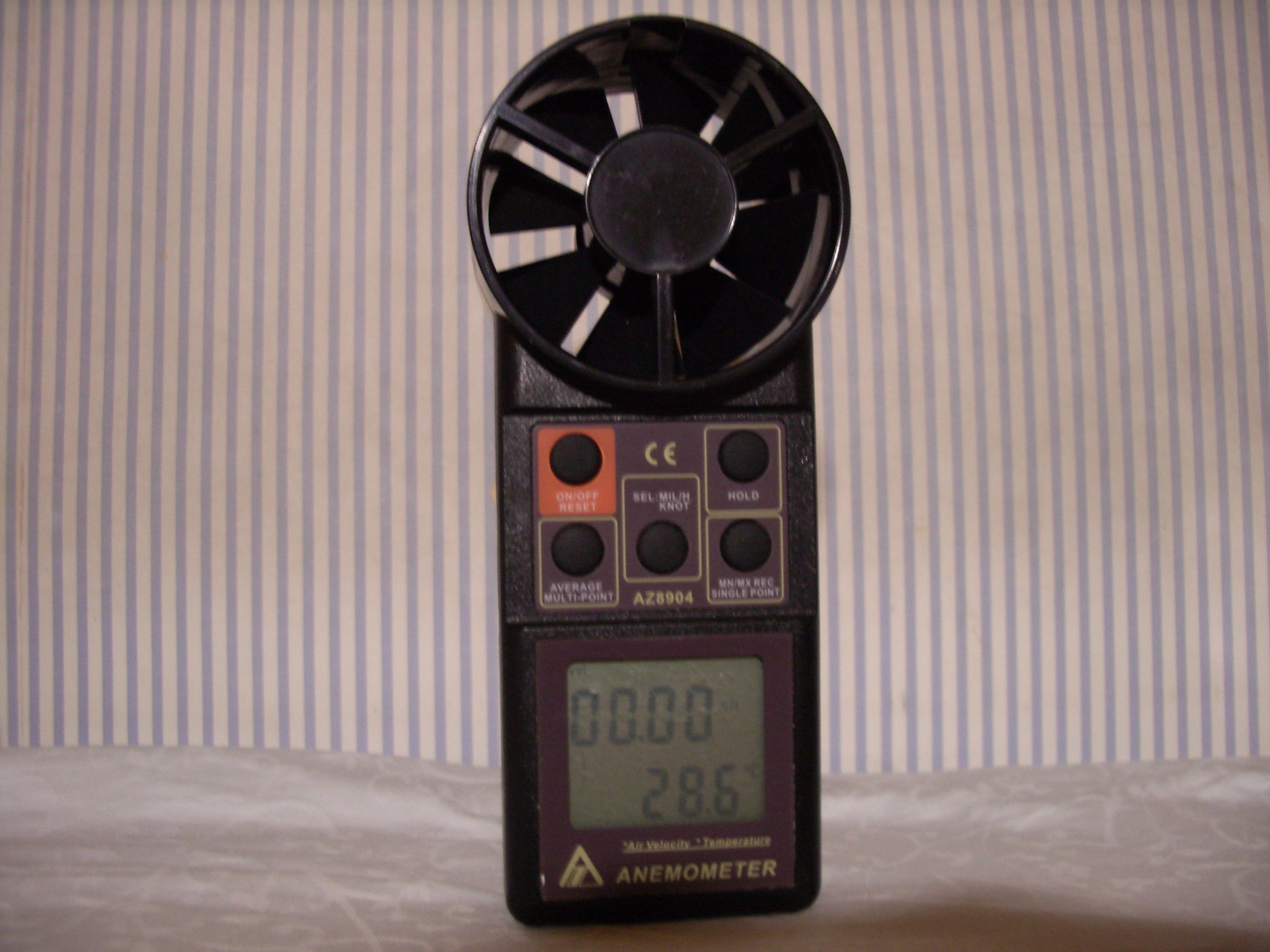
Anémomètre à moulinet à main.

L'anémomètre à moulinet est un instrument mesurant la vitesse du vent par la rotation d'un moulinet à axe horizontal ou vertical.
Le principe est similaire à l'anémomètre à hélices où ces dernières sont remplacées par des pales. La différence essentielle entre ces deux types est que le moulinet est un capteur planaire (il mesure la composante du vecteur vent sur un plan perpendiculaire à son axe de rotation) alors que l'hélice est un capteur cartésien mesurant la projection du vecteur vent sur son axe de rotation.
Les anémomètres à main qu'un observateur peut utiliser facilement en tout endroit sont le plus souvent de ce type.

#### Anémomètre à fil chaud

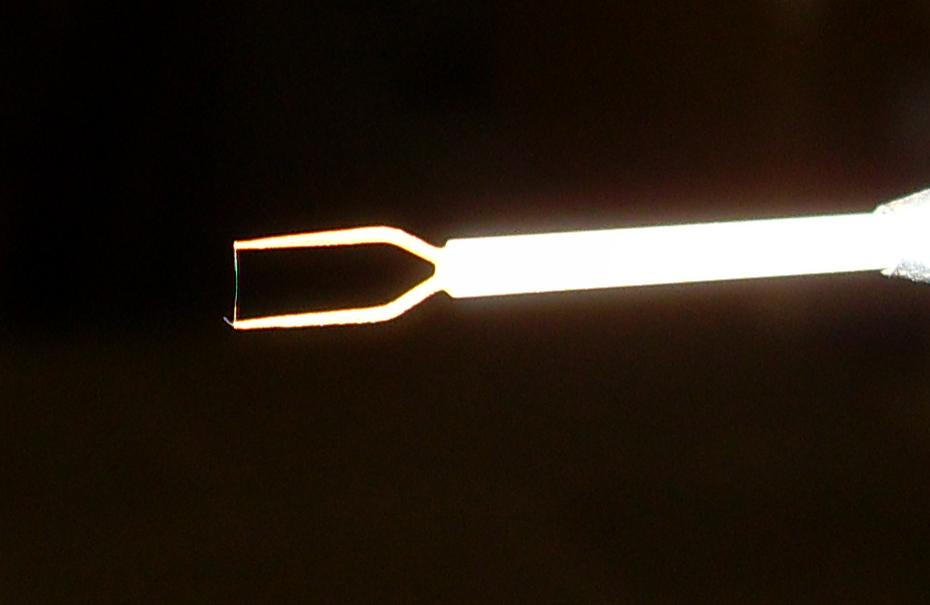
Anémomètre à fil chaud.

On chauffe un fil métallique en y faisant traverser un courant électrique. La résistance électrique augmente avec la température. Le fil est refroidi par le vent. Plus le vent souffle fort, plus le fil est refroidi et plus la résistance électrique diminue. L'élément résistif étant placé dans un pont de Wheatstone, la variation de résistance due à la convection atmosphérique déséquilibre le pont. Un voltmètre placé au milieu de ce dernier permet de lire la tension de déséquilibre du pont, et par suite, si l'anémomètre est calibré, la vitesse de l'air. Dans ce mode de fonctionnement l'intensité du courant de chauffe du fil est constante.
Une autre utilisation du fil chaud consiste à avoir une température de fil constante. La température du fil est mesurée comme explicité précédemment, et un système d'asservissement permet d'adapter l'intensité envoyée dans le fil pour maintenir cette température constante. On peut alors remonter à la vitesse du fluide en partant de la puissance envoyée dans le fil.
Il est à noter que le fonctionnement d'un fil chaud est basé sur un échange thermique. Or le nombre de Nusselt ne dépend que du nombre de Reynolds lorsque l'on se place en écoulement incompressible, ce qui rend l'utilisation des mesures fil chaud simple. Cependant lorsque l'on se place en écoulement compressible, le nombre de Nusselt dépend d'autres grandeurs (typiquement le nombre de Mach), nécessitant ainsi de connaitre une mesure locale de la densité du fluide pour pouvoir remonter à la vitesse à l'aide d'un fil chaud.

#### Anémomètre à ultrasons

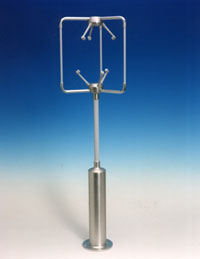
Anémomètre bidirectionnel à ultrasons.

Il existe aussi des anémomètres à ultrasons qui ont été développés à partir des années 1950. La mesure du vent est basée sur la mesure de la durée de déplacement d'une onde ultrasonore. Deux couples de transducteurs ultrasonores sont alternativement émetteurs et récepteurs d'un train d'ondes ultrasonores. Les temps de transit aller et retour sont mesurés et on en déduit, par l'écart entre les vitesses aller et retour, la vitesse du vent le long de l'axe formé par les deux transducteurs. La mesure de la température ambiante est utilisée pour déterminer la vitesse du son ce qui permet de raffiner le résultat. Le pouvoir de résolution de ces appareils dépend de la distance entre les transducteurs, typiquement entre 10 et 20 cm, et de la fréquence de répétition des impulsions (généralement plus de 20 Hz) des ondes ultrasoniques utilisées.
L'intérêt de ce type d'anémomètre est de ne pas avoir de pièces en mouvement et de pouvoir mesurer un vent turbulent. Ils peuvent ainsi être utilisés dans des conditions extrêmes durant de longues périodes sans entretien, sur une bouée météorologique ou un site éloigné par exemple, alors qu'un anémomètre conventionnel serait affecté rapidement par les embruns ou la poussière. Comme la vitesse du son varie avec la température, mais peu avec la variation de pression, les anémomètres à ultrasons peuvent être aussi utilisés comme thermomètres. Le principal désavantage de l'appareil est la distorsion du flux d'air par les supports des transducteurs. Une correction de cet effet doit être obtenue en soufflerie avant l'utilisation.
Il y a différents arrangements des capteurs pour un tel anémomètre en deux dimensions :
- à deux chemins : quatre capteurs sont montés sur un mât et se font face deux à deux. Chaque couple est orthogonal à l'autre ce qui permet d'obtenir les composantes est-ouest et nord-sud du vent. Il s'agit du type le plus courant ;
- à trois chemins : trois capteurs sont montés sur le mât et s'interrogent tour à tour pour obtenir les deux composantes orthogonales. Ce montage minimise la distorsion du flux d'air.

##### Anémomètre bidirectionnel
L’anémomètre bidirectionnel est un appareil employé dans l'étude de la turbulence pour recueillir simultanément des données sur les composantes horizontale et verticale du vent. Il s'agit d'une variante du précédent ayant des émetteurs-récepteurs dans la verticale et l'horizontale.

##### Anémomètre à résonance acoustique

Principe de l'anémomètre à résonance acoustique.

Un anémomètre à résonance acoustique est une variation récente de l'anémomètre à ultrasons. Développé par Savvas Kapartis et breveté en 2000 par FT Technologies, il utilise une onde émise en continu dans une cavité ouverte au lieu d'une onde pulsée pour mesurer la vitesse du vent. L'émission des transducteurs produit une onde stationnaire ultrasonique dans la cavité dont la phase varie avec la vitesse de l'air qui passe dans la cavité. En mesurant le déphasage perçu par les récepteurs de chaque transducteur, il est possible d'extraire la mesure du vent horizontal et de sa direction.
Les propriétés de la résonance acoustique dans l'air permettent de faire cette mesure avec une cavité en général plus petite que les dimensions des anémomètres acoustiques traditionnels. Cela a pour avantage de miniaturiser le détecteur, de le rendre plus robuste et d'incorporer une unité chauffante pour faire fondre neige ou verglas qui s'y accumuleraient. Il est donc idéal pour la prise de données sur des éoliennes ou autres endroits très exposés. Il a cependant une résolution moindre qu'un anémomètre mécanique.

#### Anémomètre-laser

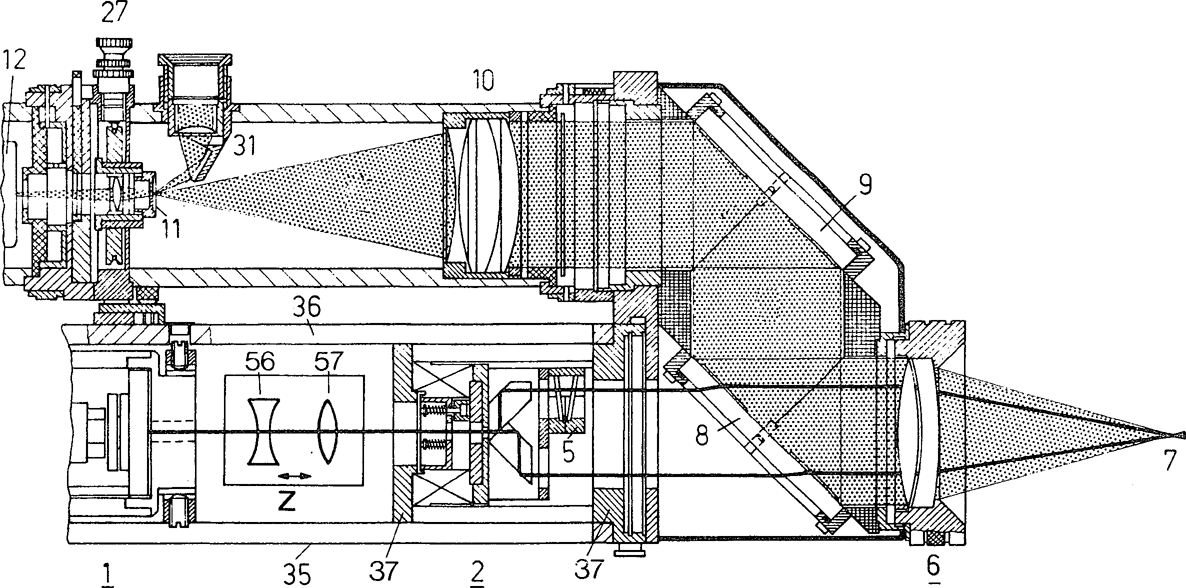
Principe de l'anémomètre-laser. Un rayon laser est projeté (1) au travers de la lentille frontale (6) de l'anémomètre et modifié par le mouvement des molécules d'air (7). la radiation modifiée est réintroduite par un miroir dans le système et analysée par un détecteur (12).

Un anémomètre laser utilise la vélocimétrie laser pour mesurer le déplacement de l'air et donc le vent. Le faisceau émis par un laser est divisé en deux. Le premier faisceau est dirigé vers l'atmosphère environnant où il est rétrodiffusé par les aérosols ambiants. Comme ceux-ci sont légers, il se déplacent plus ou moins exactement à la vitesse du vent et le faisceau retourné subit un décalage de fréquence. Le récepteur capte la lumière retourné et en compare la fréquence avec le second faisceau pour calculer le décalage et donc la vitesse.
Comme la vitesse ainsi mesurée ne donne que la composante radiale de la vitesse, c'est-à-dire la vitesse d'éloignement ou de rapprochement par rapport à l'anémomètre, il faut que ce dernier soit orienté par une girouette pour être dans l'axe du vent. D'un autre côté, il est possible de placer deux anémomètres Doppler à 90 degrés l'un de l'autre ce qui permet d'obtenir les deux composantes orthogonales du vent, quelle que soit l'orientation de l'anémomètre, et ainsi permettre de calculer le vent réel.

### Anémomètres à pression

#### Anémomètre à plaque

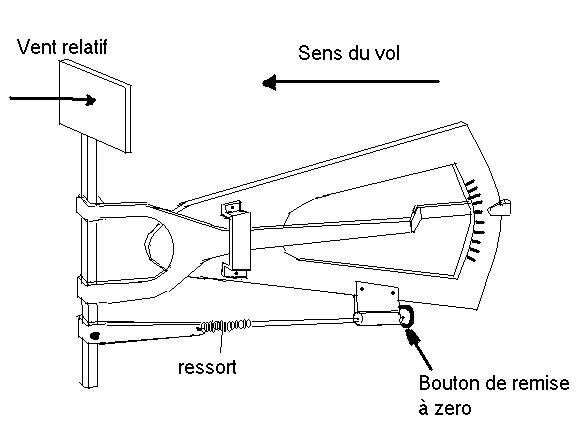
Anémomètre à palette Étevé.

Le plus simple des anémomètres de ce type consiste en une plaque carrée ou circulaire maintenue en face du vent par une girouette. On mesure la force exercée par le vent sur la plaque. Les instruments de ce type sont très précis pour les vents faibles ou lors de variations lentes de celui-ci.
Santorio Santorio, un professeur de médecine de l'université de Padoue en Italie, est le premier à décrire ce genre d'anémomètre en 1625. Il s'était intéressé à la mesure du vent car il effectuait une étude sur les effets sur l'humain des vents forts.
En aéronautique, l'anémomètre Étévé mesurait la vitesse par le recul élastique d'une petite palette placée sur une aile (image ci-contre). Cet anémomètre Étévé a connu un certain succès (avant la généralisation des tubes de Pitot ou des Pitot-venturi).

#### Anémomètre à boule

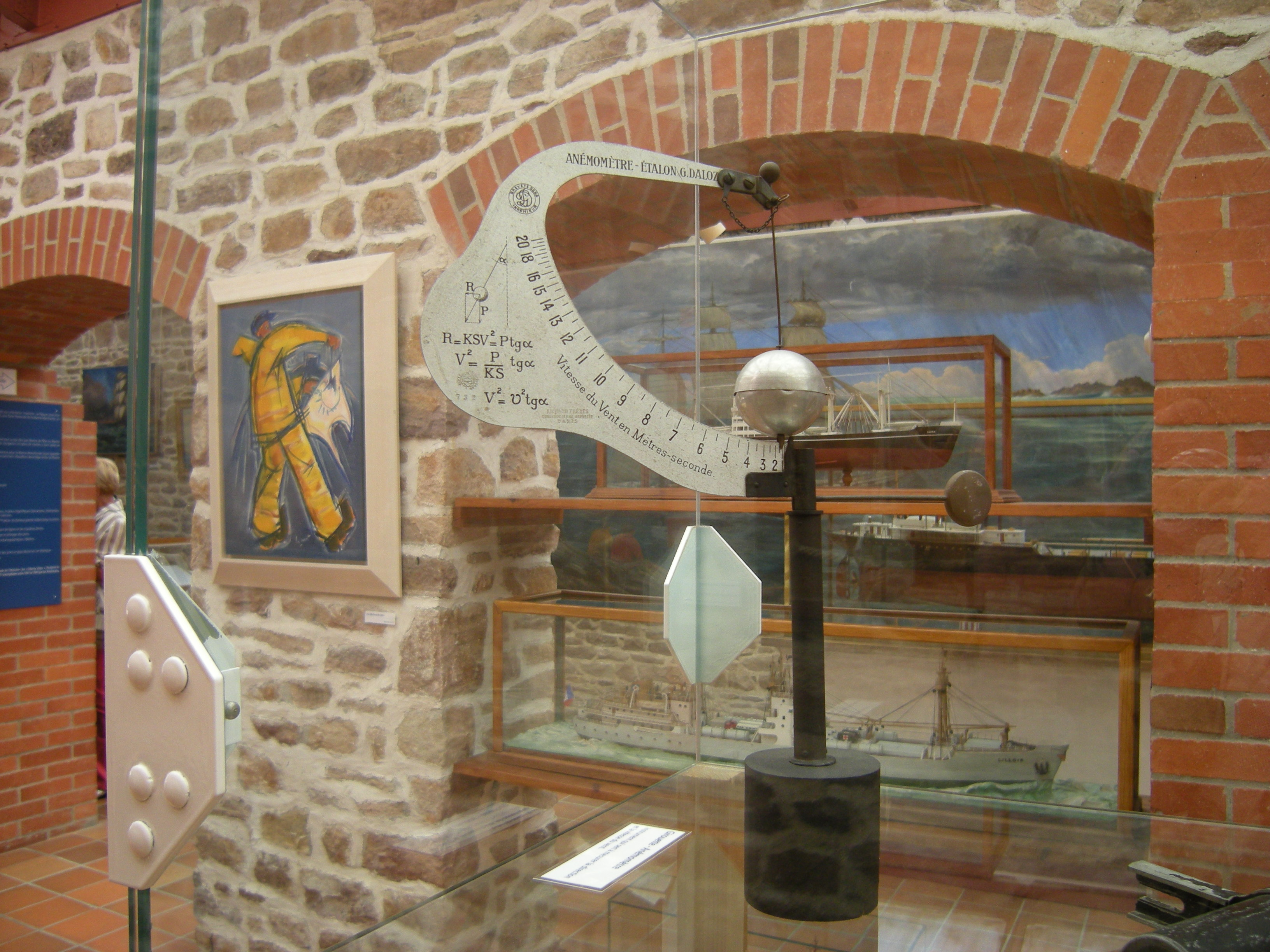
Anémomètre de Daloz au musée de la mer de Paimpol.

Conçu au début du XXe siècle, l'anémomètre de Daloz consiste en une boule qui, suspendue à une tige, est soulevée plus ou moins haut selon la force du vent. Le système est disposé sur une girouette permettant d'orienter dans la direction du vent le plan de rotation du pendule auquel est fixée la boule. La boule est attachée à l'extrémité supérieure de l'appareil par une tige et évolue face au vent le long d'une graduation en arc de cercle. Le vent s'oppose à la gravité qui s'exerce sur la boule et lorsque les deux forces s'équilibrent, le pendule adopte un angle déterminé par rapport à la verticale qui permet de mesurer la vitesse du vent.

#### Anémomètre à tube

Principe de l'anémomètre à tube.

L'anémomètre à tube ou anémomètre de Dines consiste simplement en un tube en U contenant un liquide avec une extrémité pliée horizontalement pour faire face au vent. Le vent soufflant dans l'ouverture du tube provoque une pression qui peut se transmettre à n'importe quel manomètre. Le tube peut être guidé par une girouette. Il s'agit d'une ancienne version des tubes de Pitot, largement utilisée dans les années 1930 pour les observations météorologiques
Un anémobiagraphe est une variante avec enregistreur utilisant un manomètre à flotteur dans lequel l'échelle du vent est rendue linéaire au moyen de ressorts.
Pratiquement, le système peut être sensible à n'importe quel vent qui peut faire tourner la girouette. Son avantage est qu'il peut être installé à des endroits d'accès difficile comme en haut d'un poteau avec le dispositif d'enregistrement à son pied. Il peut être installé sans avoir besoin d'entretien durant des années.

#### Anémomètre à plaque coulissante (dit ventimètre)
Il s'agit d'un anémomètre à main très simple et d'une précision relative mais suffisante pour l'utilisation par les marins et les plaisanciers à bord de petites embarcations dépourvues d'installations complexes : un disque léger en matière plastique coulisse sur une tige verticale en acier inoxydable. Tige et disque sont enfermés dans un tube transparent de forme tronconique (plus grand diamètre vers le haut) en matière plastique dont la partie inférieure forme une poignée.
Une ouverture à la base fait communiquer l'intérieur du tube avec l'extérieur pour capter le vent et un évent en partie haute évacue l'air entré par le bas. Du fait de la forme tronconique du tube, il faut un vent de plus en plus fort pour faire monter le disque le long de la tige. L'entrée d'air doit être tournée dans la direction du vent (l'évent d'évacuation, à l'opposé, se retrouve sous le vent) et la lecture de l'appareil (tenu à bout de bras dans un espace le plus dégagé possible des interférences des voiles ou des superstructures) se fait directement par une échelle gravée sur le tronc de cône transparent.
Cet appareil, breveté et produit par la compagnie suédoise Elvometer, a eu une grande popularité dans les années 1950 à 1980 (avant l'apparition d'appareillages électroniques étanches et miniaturisés). Son constructeur revendiquait une incertitude de 1 nœud sur la gamme d'utilisation pratique de l'appareil de 1 à 55 nœuds couvrant la quasi-totalité de l'échelle de Beaufort (qui est empirique et ne suppose pas une mesure de la vitesse du vent par un instrument dédié).
L'extrême rusticité de cet appareil pour une précision acceptable a été la principale cause de son succès. Diverses indications sur le tube d'emballage de l'appareil et la poignée permettaient d'effectuer la correction nécessaire par rapport à l'altitude (le ventimètre, utilisé sur de petits bateaux de pêche ou de plaisance, étant à quelques mètres à peine de l'eau parfois agitée) alors que les anémomètres des stations météorologiques citées dans les bulletins de météo marine sont soumis à un vent plus rapide régnant à leur altitude standard d'installation de 33 pieds (soit environ 10 mètres) au dessus d'une surface plane.

#### Anémomètre à tube de Pitot

Principe du tube de Pitot.

Le tube de Pitot doit son nom au physicien français Henri Pitot (1695-1771) qui fut le premier en 1732 à proposer une « machine pour mesurer la vitesse des eaux courantes et le sillage des vaisseaux ». Le concept est repris et amélioré par Henry Darcy puis par Ludwig Prandtl qui pense à utiliser le tube dans une canalisation pour mesurer les vitesses locales d'écoulement des fluides. En aéronautique il est, du point de vue technologique, le successeur du système Etévé.
Le tube de Pitot est un élément constitutif du système anémobarométrique, constitué de deux tubes coudés coaxiaux dont les orifices, en communication avec le fluide dont on veut mesurer la vitesse, sont disposés de façon particulière.
- L'un est placé orthogonalement au déplacement. Il est dans un fluide dont la vitesse relative est la vitesse d{\displaystyle \scriptstyle V} à mesurer et dont la pression statique {\displaystyle \scriptstyle P_{s}} est la pression ambiante.
- L'autre est placé dans le sens de l'écoulement. Il a une vitesse relative nulle et une pression totale {\displaystyle \scriptstyle P_{t}}, somme de la pression dynamique et de la pression statique.

La différence entre ces pressions donne la vitesse air de laquelle on peut déduire la vitesse sol, ces deux paramètres étant des informations primordiales pour le pilote qui en a besoin pour calculer son déplacement dans l'espace (navigation) et la consommation de son véhicule. Ceci résulte du théorème Bernoulli, en négligeant le terme z pour avoir une relation directe entre la vitesse et la pression dynamique {\displaystyle \scriptstyle P_{t}-P_{s}} qui se mesure avec un capteur de pression ou un simple manomètre.
dans laquelle :
{\displaystyle \textstyle V} : vitesse du déplacement (ou du vent) [m/s]
{\displaystyle \textstyle P_{s}} : Pression ambiante (statique) mesurée orthogonalement [Pa]
{\displaystyle \textstyle P_{t}} : Pression totale (dynamique + statique) mesurée tangentiellement [Pa]
{\displaystyle \textstyle \rho } : Masse volumique du fluide [kg/m3]

## Autres dispositifs pour mesurer le vent
- Manche à air
- Radar météorologique et profileur de vents